# Hot or Not

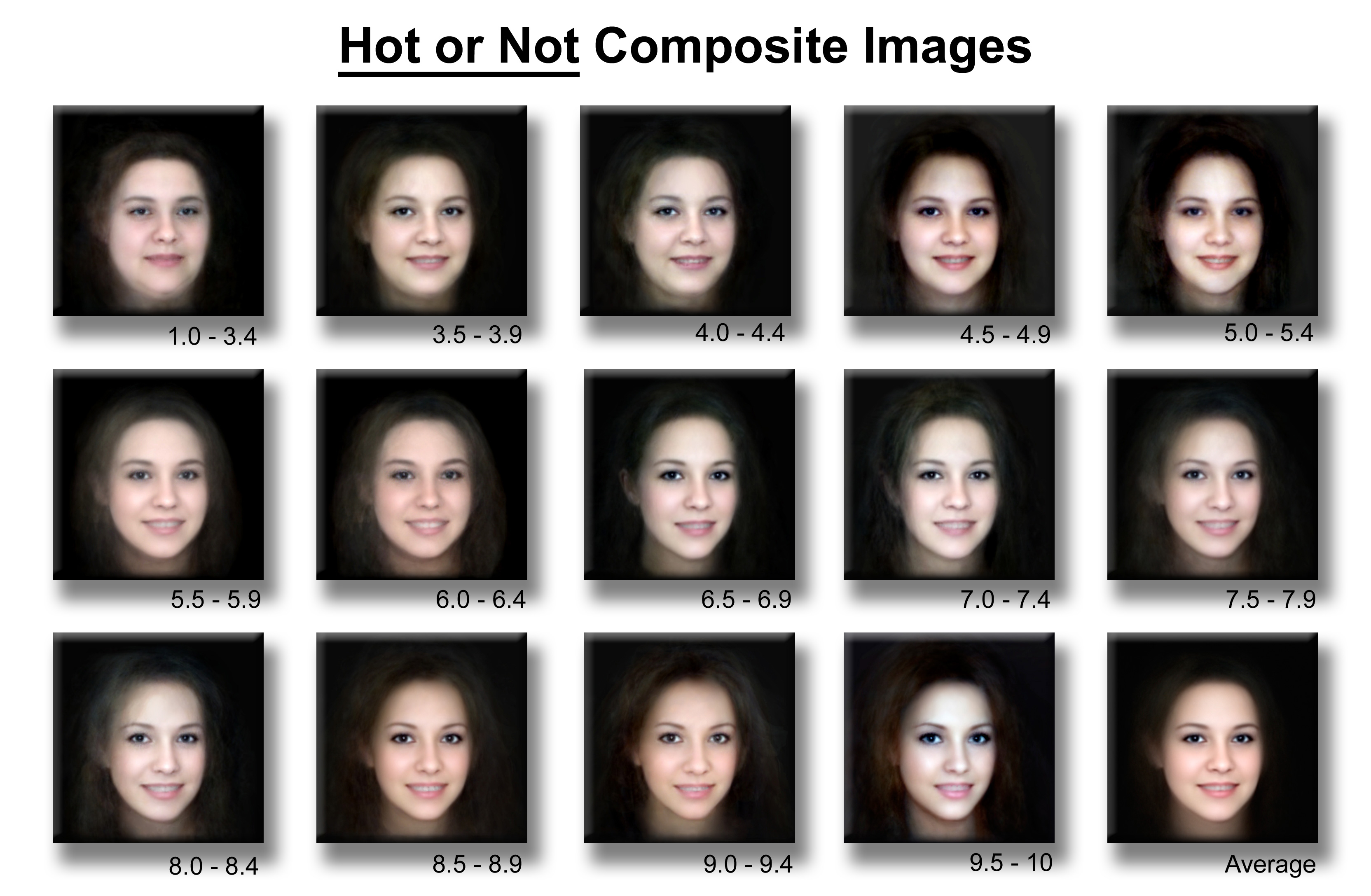
Ett bedömningsexempel

Hot or not (ofta skrivet HOT or NOT) var en amerikansk webbplats där medlemmarna kunde lägga ut fotografier på sig själva och besökarna sedan fick rösta på hur attraktiva de var på en skala från 1 till 10.
Webbplatsen grundades i oktober 2000 av James Hong respektive Jim Young, två Silicon Valley-tekniker. Det var en skämtsam idé som kom till på fyllan och drevs från en lägenhet i Kalifornien, men blev till en affärsidé där mycket resurser satsades på marknadsföring, särskilt i europeisk TV. Ursprungligen hette webbplatsen Am I hot or not (Är jag het eller inte). Den blev viral och hade omkring tre miljoner sidvisningar om dagen och sju miljoner sidvisningar på helgerna. På webbplatsen kunde användare skicka in bilder på sig själva så att andra besökare kunde poängsätta dem på en skala från ett till tio: tio motsvarade "het" medan ett motsvarade "inte". I november 2000 hade 90 000 bilder registrerats på webbplatsen. Inledningsvis var Hot or not måltavla för porrindustrin med många avklädda modellbilder, men enligt Hong var användarna bra på att rapportera pornografiskt innehåll.